# Castillo de Gigonza
El castillo de Gigonza (del árabe Xisgonza, y este del romano Saguntia) es un castillo situado en España, en la provincia de Cádiz, en el término municipal de San José del Valle. Ha sido declarado Bien de Interés Cultural. Está situado en la carretera de Medina Sidonia a Arcos de la Frontera, a 12 km de Paterna de Rivera.

## Historia y estructura
Sitio fortificado desde la Antigüedad, el castillo actual es de origen andalusí y de planta casi cuadrada de dos cuerpos. Sobre la estrecha y baja puerta, con un dintel con dos fuertes impostas, tiene una ventana en arco de herradura. El piso superior es de bóveda baída y tiene ventanales.
La fortaleza tiene una cerca con patio de armas al que se accede a través de una puerta con arco de medio punto y escudo de las armas de la casa de Arcos.

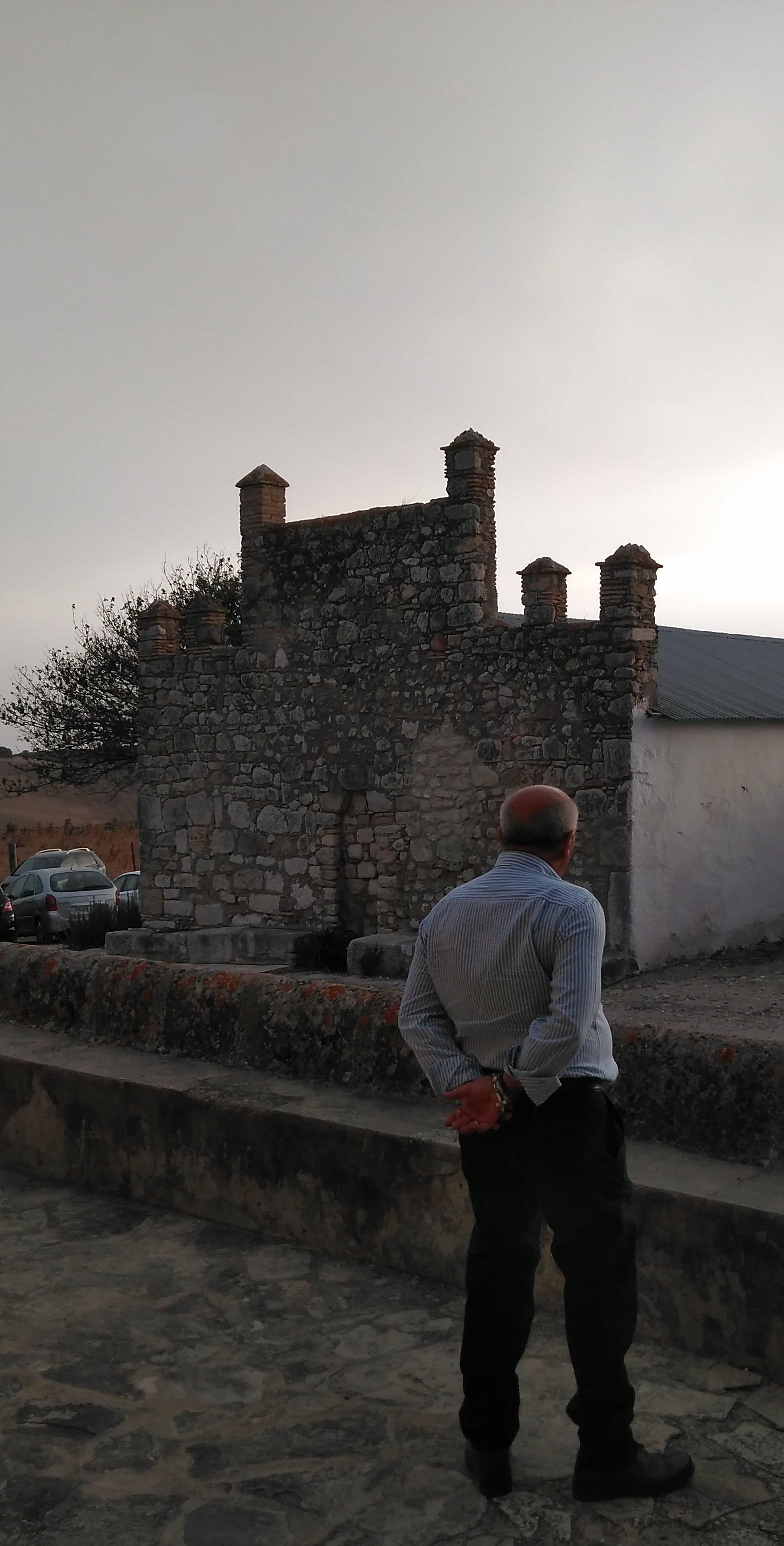
Ermita visigoda

Lo que hoy conocemos como Castillo de Gigonza está situado en una zona ideal para cualquier tipo de asentamiento humano pues en sus proximidades se encuentra un manantial de aguas sulfuroácidas frías, ideales para curar o amortiguar los males del cuerpo. Así, cuando los seres humanos tornaron su modo de vida nómada por una más sedentaria, no tardó mucho en florecer una ciudad turdetana junto a los citados baños denominada Saguntia, que significa “fuerte”.
Durante la expansión romana, y según cuenta el historiador Tito Livio, Roma envía al Valle del Guadalquivir al cónsul Catón en ayuda del pretor Publio Manlio para reducir a las tribus turdetanas y celtíberas. Y fue en Saguntia donde se entabló la ofensiva final que pacificó la zona. Más adelante, Saguntia es uno de los enclaves que apoya a Viriato por lo que, como castigo, Saguntia se convertirá en una ciudad estipendiaria.
Más tarde, con la llegada de los hermanos Balbo a Gades (Cádiz), los habitantes de Saguntia participan en la construcción del acueducto de Tempul que partía del Tempul hasta Gades.
Durante la dominación visigoda, Saguntia pasa a formar parte del Obispado Asidonense pero en el año 555 pasa a ser dominio bizantino, que terminará en el 609 cuando el rey visigodo Suintila los expulsa definitivamente de la península. Es entonces cuando Saguntia adquiere gran importancia pues siguió acuñando monedas y obtuvo el honor de tener representante episcopal en el Tercer Concilio de Toledo.
Durante la dominación musulmana, Saguntia cambia su nombre por el de Xisgonza. Desde 1248 hasta 1492, Xisgonza se encuentra en zona fronteriza con el reino de Granada y servirá de refugio obligado para las incursiones de uno y otro bando pues la ciudad desaparece como tal y sólo se mantiene en pie el castillo. Una de estas incursiones, ocurrida en el año 1371, está descrita en los documentos históricos como la denominada Batalla de Gigonza y en la cual  se cuenta cómo los caballeros de Xees (Jerez) logran salir victoriosos sobre los moros granadinos y africanos en un enfrentamiento ocurrido en las inmediaciones del castillo.
En el año 1312, el castillo perteneció a Don Alonso de Guzmán, sucesor del célebre Guzmán el Bueno hasta que muere en 1351 y pasa a pertenecer al Concejo de Jerez. En 1477 perteneció al Almirante de Castilla, don Alonso Enríquez y, en 1492, forma parte del patrimonio de Don Rodrigo Ponce de León, duque de Arcos ya despoblado.
A finales del siglo XIX, Gigonza aparece como un prestigioso balneario fundado por don Francisco Ponce de León, Marqués del Valle de Sidueña (Medina Sidonia). Cuando fallece, el castillo y los Baños pasan a su hijo don Diego Ponce de León Carrizosa que muere en la guerra civil y el balneario deja de funcionar como tal.
En 1945, la marquesa lo vende a don Salvador Pineda Lobato “el Rondino” siendo sus herederos los actuales propietarios.

## Acceso
El castillo es privado, pero existe una ruta turística para llegar hasta él en bicicleta de montaña y se hacen visitas regularmente.

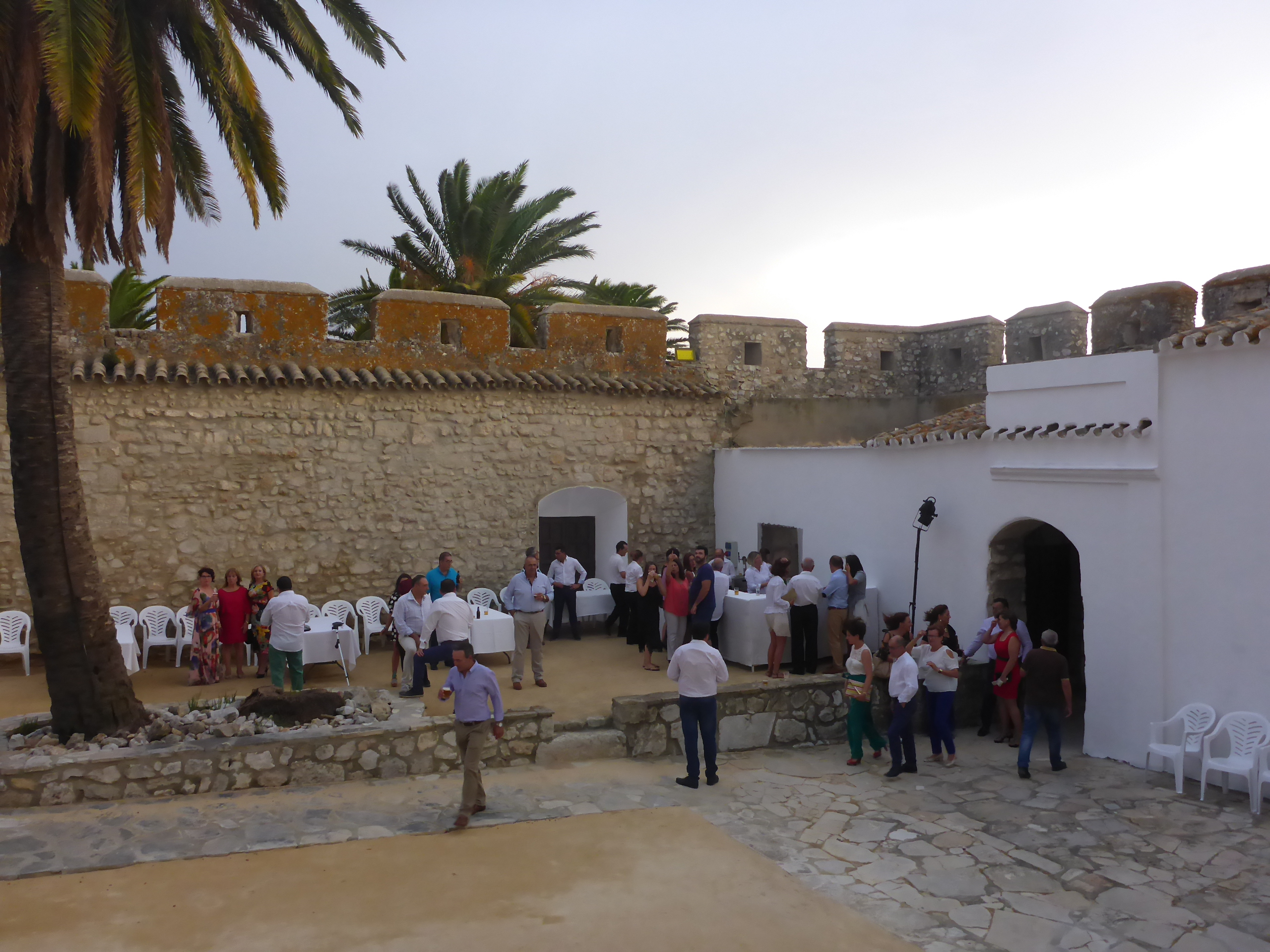
Celebración en el patio de armas

## Uso

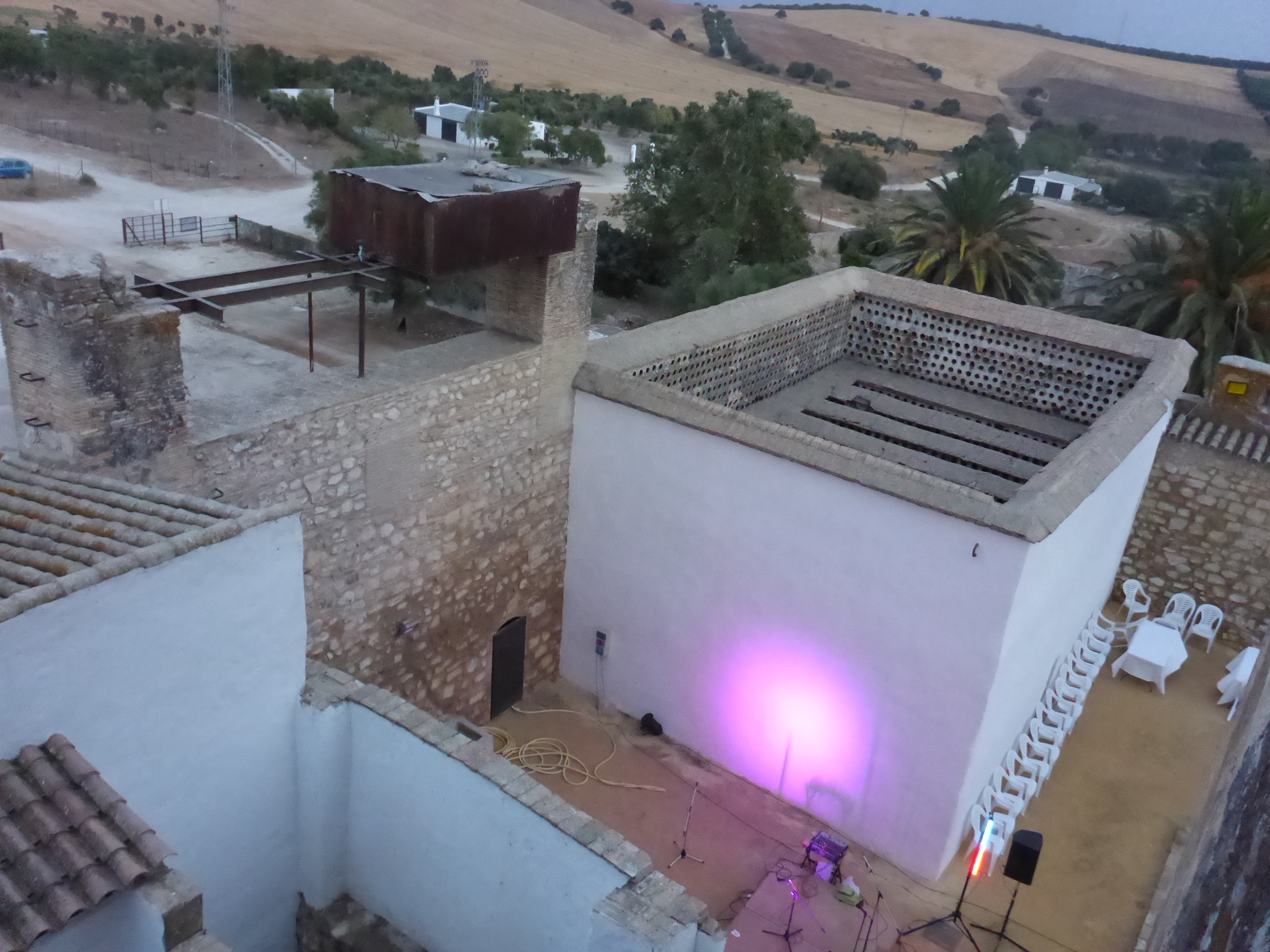
Vista del palomar en la 2.ª noche medieval en el Castillo de Gigonza

El castillo alberga actividades culturales.